# Csonkatelep
Csonkatelep (románul Săliștea Nouă) falu Romániában Kolozs megyében).

## Lakossága
1910-ben 110 főből 27 fő magyar lakta. 1966-ban a 268 fős faluban csupán 1 magyar élt. 1992-ben a teljes lakosság román ajkú lett (198 fő).
1910-ben 86 fő görögkatolikus, 15 fő római katolikus, 5 fő református. 1992-ben 92 lélek ortodox, 89 fő görögkatolikus és 17 fő baptista.

## Története
A falu a trianoni békeszerződésig Kolozs vármegye Kolozsvári járásához tartozott.
Kajántó része volt és 1941-ben ismét visszakerült. 18. századi ortodox fatemplomát a Szilágy megyei Buzamezőről szállították át 1970-ben.